# Robert Byrne
Robert Eugene Byrne ([bə*n]; New York, 20 aprile 1928 – Ossining, 12 aprile 2013) è stato uno scacchista e giornalista statunitense, grande maestro internazionale.
Frequentò in gioventù col fratello Donald la scuola di scacchi di John W. Collins.
Divenne grande maestro nel 1964, dopo essersi classificato 3º al torneo di Buenos Aires dietro a Paul Keres e al campione del mondo Tigran Petrosjan.
Partecipò dal 1952 al 1978 a nove olimpiadi degli scacchi, col risultato complessivo di +51 =53 –12 (66,8 %). Vinse sette medaglie, tra cui un oro di squadra alle olimpiadi di Haifa 1976, due argenti di squadra, un argento individuale in 3ª scacchiera alle olimpiadi di Lipsia 1960 con +9 =6 –0 e un bronzo individuale alle olimpiadi di Helsinki 1952.
Vinse il campionato americano del 1972, dopo aver battuto allo spareggio Samuel Reshevsky a Chicago nel 1973. Nel 1960 vinse anche, a St. Louis, il campionato americano open (U.S. Open).
Tra gli altri principali risultati i seguenti:
- 1946 : 1º-2º nella sezione Premier Reserves del campionato americano open di Pittsburgh
- 1957 : =3º al campionato americano open di Cleveland, dietro Bobby Fischer e Arthur Bisguier
- 1961 : 2º-5º con 11,5/15 al torneo di Mar del Plata, dietro al vincitore Miguel Najdorf;  1º a Santa Fe davanti a Filip, Matanović e Rossetto
- 1962 : =2º al campionato americano 1961/62, dietro a Larry Evans
- 1966 : =1º nel U.S. Open di Seattle con Pál Benkő;  =2º nel campionato americano 1965/66, vinto da Fischer
- 1973 : 3º al torneo interzonale di Leningrado (dietro a Viktor Korčnoj e Anatolij Karpov, ma davanti a Bent Larsen, Michail Tal' e Svetozar Gligorić), accedendo al torneo dei candidati
- 1974 : perde per 1,5-4,5 il match dei candidati di San Juan di Portorico contro Boris Spassky
- 1976 : partecipa all'interzonale di Biel classificandosi 5º-6º con 11,5/17, mancando solo per mezzo punto la qualificazione al torneo dei candidati
- 1977 : 1º a Torremolinos
- 1983 : 1º a Harare
- 1993 : 1º a Lagos

Robert Byrne si è laureato nel 1952 all'Università di Yale e dal 1955 insegna filosofia all'Università dell'Indiana.
Dal 1972 al 2006 ha curato la rubrica scacchistica del New York Times, oltre a collaborare con molti articoli alla rivista Chess Life, organo ufficiale della United States Chess Federation. Nel 2004 l'associazione Chess Journalists of America gli ha conferito l'onorificenza "Lifetime Achievement Award".
Nel campo delle aperture Byrne fu il primo a giocare  6.Ae3  nella variante Najdorf della difesa siciliana; attualmente questo sistema porta il suo nome ed è diventato popolare dalla metà degli anni '80. Ha sviluppato anche la variante Byrne contro la variante Sämisch della difesa est-indiana, che prevede una rapida espansione del nero sull'ala di donna. Ha giocato diverse volte con successo anche la difesa olandese.
Da tempo affetto dalla malattia di Parkinson, è scomparso nel 2013 all'età di 84 anni.